# Брокди, Маргерит
Маргерит Брокди (фр. Marguerite Broquedis; 17 апреля 1893, По, Франция — 23 апреля 1983, Орлеан, Франция) — французская теннисистка.

## Спортивная карьера
В 1912 году участвовала в одиночном разряде в летних олимпийских играх в Стокгольме, Швеция. Обыграв в полуфинале Моллу Бьюрстедт в трёх сетах 6-3, 2-6, 6-4, вышла в финал, где встретилась с Доротеей Кёринг (en), которую победила также в трёх сетах 4–6, 6–3, 6–4, завоевав золотую олимпийскую медаль.
На тех же олимпийских играх получила бронзовую медаль в паре с А. Кане.
В 1913 и 1914 годах стала чемпионкой в открытом чемпионате Франции в одиночном разряде.
Также на чемпионате Франции побеждала в смешанном парном разряде в 1911 году вместе с Андре Гобером (в двух сетах: 6–4, 6–3), в 1924 и 1927 годах вместе с Жаном Боротра (в 1927 в трёх сетах: 6–4, 2–6, 6–2).
Брокди считается первой красоткой в теннисе, за её высокую привлекательность её называли «богиней».